# Helena Fromm
Helena Fromm (ur. 5 sierpnia 1987 w Arnsbergu) – niemiecka zawodniczka taekwondo, brązowa medalistka olimpijska, dwukrotna brązowa medalistka mistrzostw świata, mistrzyni Europy.
Brązowa medalistka igrzysk olimpijskich w Londynie w 2012 roku w kategorii do 67 kg i dziewiąta zawodniczka igrzysk w Pekinie. Dwukrotna brązowa medalistka mistrzostw świata, trzykrotna medalistka mistrzostw Europy, w tym mistrzyni w 2008 i wicemistrzyni w 2006 roku. Brązowa medalistka światowych igrzysk wojskowych w Rio de Janeiro 2011.